# Королевский источник (Варшава)
Королевский источник (пол. Zdrój Królewski) — колодец, расположенный в Парке имени Ромуальда Траугутта на Закрочимской улице в Варшаве. Здание источника было построено в XVIII веке, строительство началось в 1770 году. Его также называют источником короля Станислава Августа. В XVIII веке он был очень популярен среди жителей Нового города и путешественников, хотя за питьевую воду из него приходилось платить.

## Архитектура и стиль
В первой половине XVIII века Королевский источник представлял собой деревянное сооружение, а с 1770 по 1772 годы вокруг него были возведены каменные стены. Строительство было профинансировано королём Станиславом Августом Понятовским, выделившим 50 дукатов.
Колодец был засыпан в 1832 году во время строительства Варшавской цитадели. Впоследствии он был раскопан и восстановлен в своём прежнем стиле и форме. Инженерные работы проводились с 1834 по 1836 год под руководством варшавского инженера Эдварда Клопмана в рамках городских водопроводных работ. Здание было построено в неоготичеком стиле, с использованием арок характерной оживальной формы. Стены изнутри и снаружи были выложены красным кирпичом. Крыша была окружена декоративными вазами.
Окончательная реставрация проводилась в 1931—1933 годах под руководством Станислава Плоского и Анджея Венгжецкого. Они добавили новые элементы, включая крышу, увенчанную зубчатым парапетом. В 1959 году была отремонтирована крыша.
На лицевой стороне здания находится табличка с надписью на латинском языке: «STANISLAUS AUGUSTUS PROSPICIENDO PUBLICAE SALUBRITATI Hunca FONTANA RESTAURARI JUSSIT. ANNO MDCCLXXI» (Станислав Август в интересах общественного здоровья приказал восстановить источник в 1771 году).

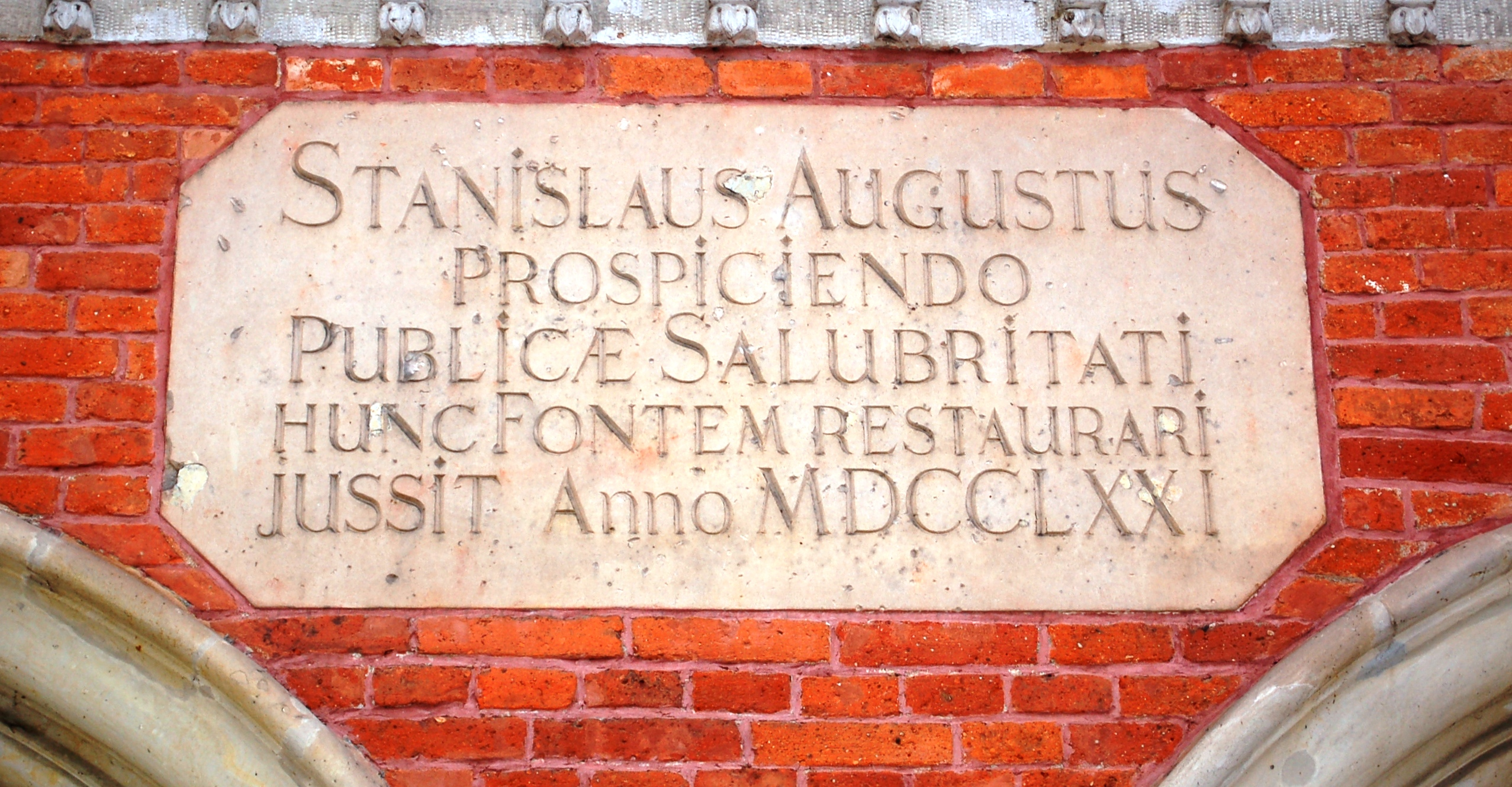
Мемориальная табличка
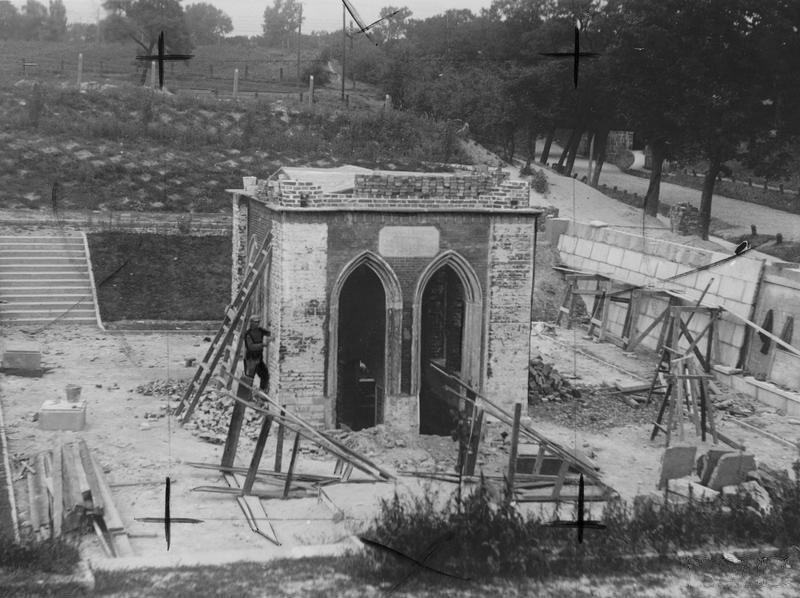
Работы по реставрации